# Euphyllia yaeyamaensis
Euphyllia yaeyamaensis là một loài san hô trong họ Euphyllidae. Loài này được Shirai mô tả khoa học năm 1980.